# San Rafael del Norte
San Rafael del Norte es un municipio del departamento de Jinotega en la República de Nicaragua. Fundado el 22 de abril de 1851. 
El pueblo de San Rafael del Norte es la cabecera municipal.

## Geografía
San Rafael del Norte se encuentra ubicado a una distancia de 23.6 kilómetros de la ciudad de Jinotega por la carretera NIC-3, y a 190.4 kilómetros de la capital de Managua.
- Altitud: 1,079 m s. n. m.
- Superficie: 232.8 km²
- Latitud: 13° 13′ 0″ N
- Longitud: 86° 7′ 0″ O.

### Límites
Limita al norte con los municipios de San Sebastián de Yalí y Santa María de Pantasma, al sur con los municipios de La Trinidad y Jinotega, al este con el municipio de Jinotega, y al oeste con el municipio de La Concordia.

### Relieve
Se encuentra en el altiplano rodeado de un sistema con serranías boscosas de pinos y robles y que se interrumpe con montañas de nebliselva destacando las montañas de Cerro "Azul", que son ramales de "Samaria" (1475 m s. n. m.), cuya mayor cumbre es el Cerro "El Columpio", elevándose hasta los 1710 m s. n. m.
Posee un relieve irregular, en su territorio se encuentran valles, pequeñas llanuras y grandes depresiones utilizadas por los campesinos para cultivos agrícolas.
Presenta accidentes geográficos como la Cordillera Isabelia, la Laguna Verde, entre otros.

## Historia
Sus orígenes se remontan a finales del siglo XVIII, cuando fue una reducción de Jinotega, cuyo guía espiritual era el presbítero Silvestre Lanzas, quien trazó las primeras calles e hizo construir las primeras casas.
Desde 1822 ha tenido párrocos ininterrumpidamente. 
En 1847 la población estaba formada por más de 300 familias y pertenecía a la jurisdicción del Departamento del Septentrión.

### División y traslado
Durante la administración de José María Guerrero como Supremo Director de Estado con sede en León, se dictó el Decreto Ejecutivo con fecha del 28 de enero de 1848 para que:
"el pueblo de San Rafael del Norte se traslade a Sabana Grande o Chagüite Largo".
El propósito fue dar solución definitiva a la división drástica de los pobladores, unos que querían el traslado y otros que se oponían al traslado hacia el paraje conocido como Sabana Grande, aduciendo que era más extendido y más plano. El alcalde Pedro Lanzas Rodríguez, propuso a quienes deseaban el traslado que bajaran las tejas de sus casas, que arrancaran los horcones y las tablas y ofreció sus bueyes, carretas y mulas para hacer el traslado hacia su hacienda "Chagüite Largo".
Así nació el otro pueblo que fue llamado San Rafael de la Concordia.

### Declaración de municipio
Fue reconocido como municipio (o pueblo autónomo), el 22 de abril de 1851 mediante Decreto Ejecutivo de esa misma fecha: 
"para que los pueblos de San Rafael del Norte y San Rafael de la Concordia en el departamento de Matagalpa sean independientes el uno del otro, y ambos tendrán autoridades constituidas con arreglo a la ley."

### Elevación a ciudad
El 22 de octubre de 1962 fue elevado a categoría de ciudad.

### Odorico D'Andrea

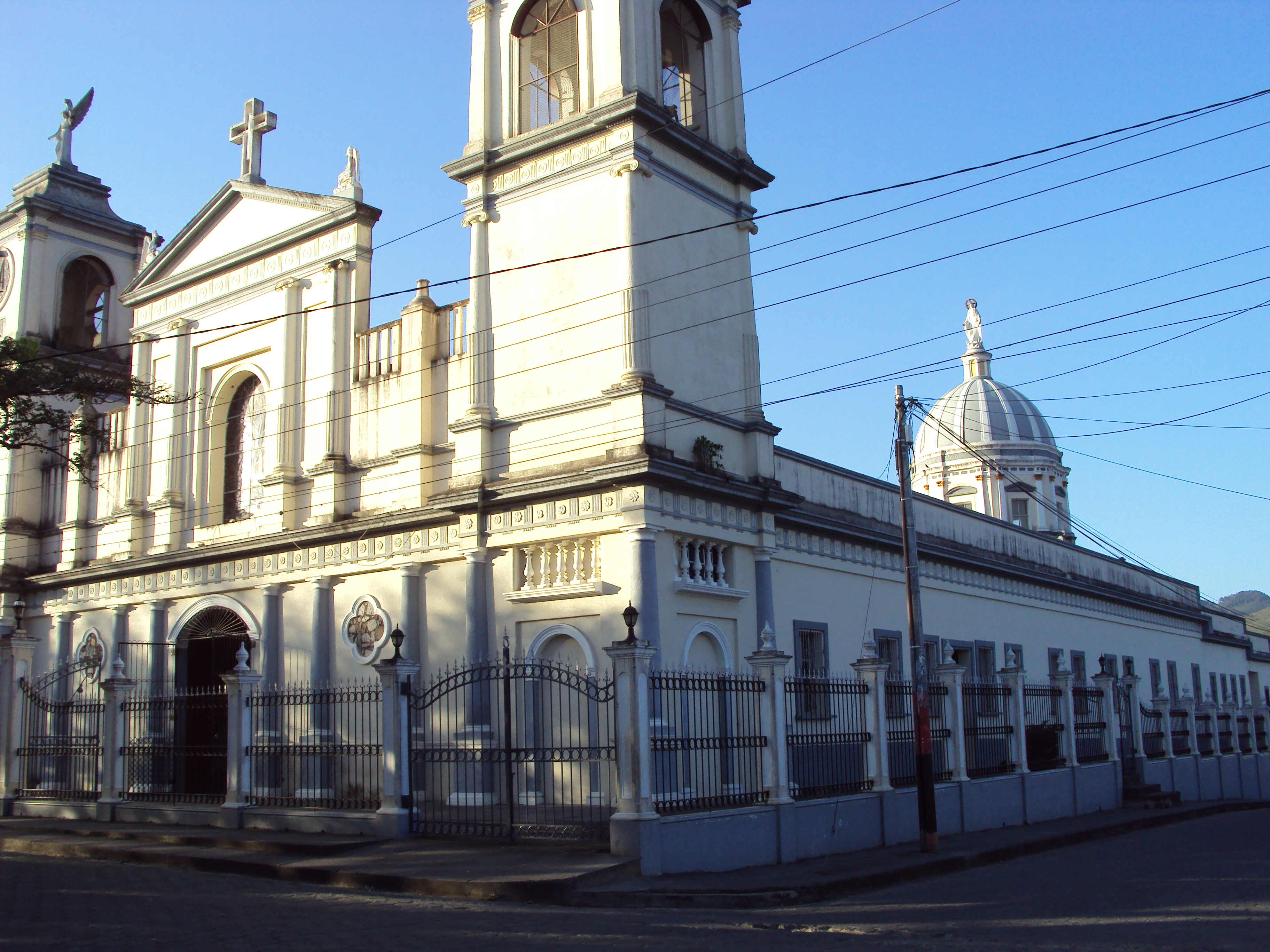
Iglesia Parroquial de San Rafael del Norte, "una Catedral sin Obispo"

Odorico D'Andrea, fue un fraile italiano de la Orden Franciscana que llegó en 1954 y que aportó mucho para el desarrollo del  municipio. Fundó centros de salud, impulsó la instalación de los servicio domiciliares de agua potable y electricidad en el casco urbano, renovó la iglesia parroquial dedicada a San Rafael Arcángel notoria por su tamaño impresionante ("una Catedral sin Obispo"), sus pinturas en los muros interiores y sus vitrales coloridos. Murió en 1990 y su cuerpo incorrupto es resguardado dentro de un sarcófago en el capilla "Virgen del Tepeyac" que hoy en día es centro de peregrinación para miles de creyentes que lo visitan durante todo el año.

## Demografía
San Rafael del Norte tiene una población actual de 23,619 habitantes. De la población total, el 50.8% son hombres y el 49.2% son mujeres. Casi el 27.3% de la población vive en la zona urbana.

## Naturaleza y clima
Según la clasificación climática de Köppen, el municipio tiene un clima tropical de sabana.
Su clima es frío y lluvioso durante casi todo el año, la temperatura media anual es de unos 18 °C.
Las temperaturas máximas llegan a los 25 °C y las temperaturas más bajas se registran en los meses de diciembre y enero, pudiendo  alcanzar mínimos de hasta 15 °C. 
La precipitación anual es de 1400 a 2000 mm.
El crepúsculo civil matutino o amanecer se presenta más temprano a las 4:53 a. m. del 29 de mayo al 9 de junio y del 21 al 31 de enero se presenta más tarde a las 5:49 a. m. El crepúsculo civil vespertino o anochecer se presenta más temprano del 13 al 24 de noviembre a las 5:28 p. m. y del 2 al 15 de julio se presenta más tarde a las 6:29 p. m..

## Economía
La principal actividad agropecuaria está en la agricultura (café, frijol, maíz, papa, plátano, cebolla, tomate y repollo) y en la ganadería (bovina, porcina y caprina) para su comercialización.

## Religión
En el municipio de San Rafael del Norte, predomina la religión católica con un 90 % aproximadamente y un 10 % de evangélicos.

## Transporte

### Autobús local
Las rutas Jinotega - San Sebastián de Yalí - Estelí
- Transporte San José
- Transporte Zelaya
- Transporte Gloria
- Transporte El Jocotillo
- Transporte Chepita
- Transporte Jesús

### Autobús de enlace
San Rafael del Norte a Jinotega
- Transporte Isabelia
- Transporte Jaime

### Autobús Exprés
- Expreso Aráuz: sale de San Rafael del Norte a las 4:00 a. m. llegando a las 7:30 a. m. a Managua y sale de Managua a las 3:30 p. m. llegando a las 7:00 p. m. a San Rafael del Norte.

## Sitios de interés

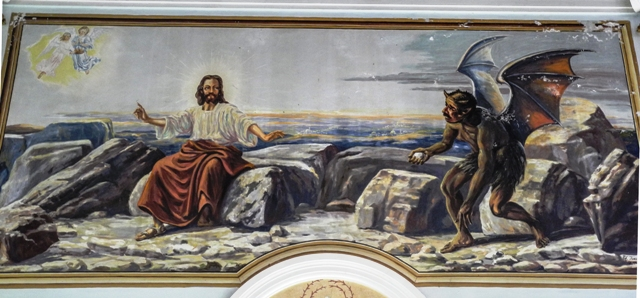
Pintura "La Tentación de Jesús en el Desierto" en la Basílica de San Rafael del Norte.

En el municipio, los visitantes pueden disfrutar de los sitios de interés siguientes:
- Iglesia Parroquial «San Rafael Arcángel» de fachada sobria, declarada Monumento Artístico Nacional.
- Centro de Retiro «Tepeyac» propuesto a ser Santuario Nacional.
- Casa Museo «Blanca Aráuz Pineda» en franco deterioro y que estuviera dedicado al héroe nacional Augusto C. Sandino. Albergaba objetos históricos como cartas de Sandino, armas de la guerra contra la ocupación estadounidense (1927-1933) y artículos de periódicos de la época.
- Reserva Natural «El Jaguar» que ofrece senderos para el avistamiento de aves y cabañas para los visitantes.
- Finca Agro Turística «Kilimanjaro» en donde el visitante aprenderá de la producción del café.
- Canopy «La Brellera» con un recorrido aéreo atado a cuerdas sobre las copas de los árboles y la Cabaña de Tío Nacho, un lugar para descansar en medio de la naturaleza.
- El Garaje Restobar el mejor ambiente para compartir de sus exquisitos platillos especiales y únicos como son sus entradas y los famosos chiles rellenos teniendo una auténtica peculiaridad en su receta siendo aclamados en el norte del país.

## Festividades
En el municipio se celebran con particular solemnidad, las festividades religiosas y populares siguientes: 
- Semana Santa.
- Aniversario del Padre Odorico (22 de marzo).
- fiesta de San Rafael Arcángel (29 de septiembre).
- fiesta de San Francisco de Asís (3 y 4 de octubre).
- fiesta de Nuestra Señora de Guadalupe (12 de diciembre).
- Novena del Niño Dios (16 al 24 de diciembre).

## Personajes célebres

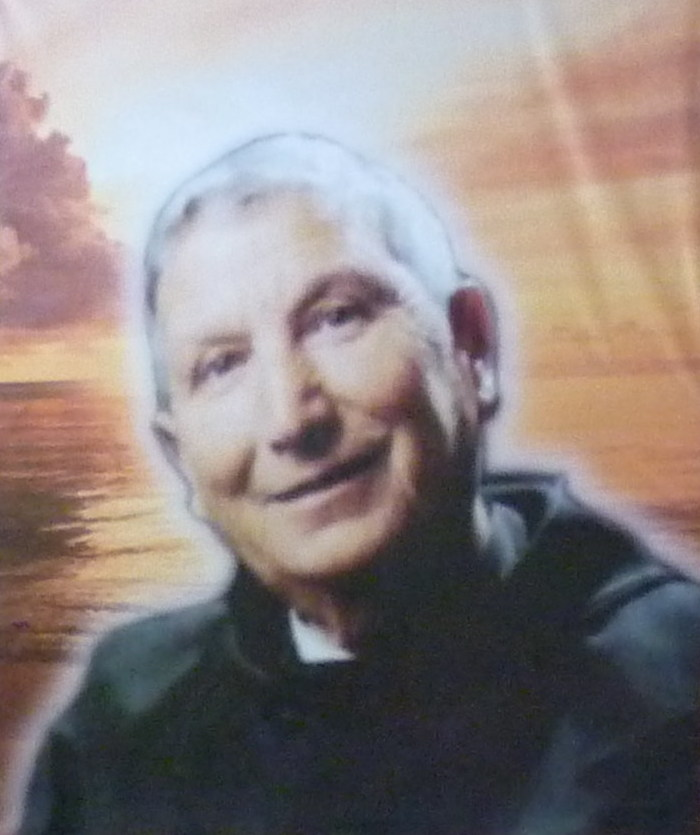
Retrato del Padre Odorico D'Andrea, arriba del Sarcófago con sus restos mortales; en la capilla "Virgen del Tepeyac", San Rafael del Norte, Jinotega.

- Fray Odorico D'Andrea, fue fraile franciscano de origen italiano que realizó su labor pastoral en San Rafael del Norte, Siervo de Dios con causa de beatificación en la Santa Sede.
- Blanca Aráuz Pineda, fue heroína nacional que como telegrafista (manejaba el Código morse) se puso a disposición del Ejército Defensor de la Soberanía Nacional (EDSN) para colaborar en los telegramas y correos en la guerra nacional anti intervencionista que dirigía Augusto C. Sandino quien se enamoró de ella y se casaron en la antigua iglesia un 18 de mayo de 1927, los padrinos de boda fueron Miguel Ángel Aráuz y Evangelista Rodríguez.
- Pedro Altamirano, fue General de División EDSN y máximo lugarteniente de Sandino, nacido en la comarca del Valle Suni en 1870.
- Agustina Fonseca Úbeda, fue intelectual y revolucionario, fundador del FSLN, madre de Carlos Fonseca Amador.
- José de Jesús Rizo Rivera, fue Coordinador de la primera Junta de Reconstrucción Municipal después del triunfo de la Revolución Popular Sandinista en julio de 1979, muerto el 23 de marzo de 1983 combatiendo a los Contras, era hijo de Heriberto Rizo, soldado del EDSN.